# Kaštel (Rizvići)
Kaštel je građevina iznad sela Rizvića, na padinama Zahora. Datira iz srednjeg vijeka iz vremena bosanske države.
Građevina je svojevrsni samostan. Služila je kao molitveni i crkveni školski prostor. Sagrađena je na stijeni, na vrlo nepristupačnom mjestu. Kad su franjevci došli u Fojnicu, ovdje su izgradili ovu građevinu da bi se ovdje na poseban način posvećivati Bogu u sabranoj molitvi i odgajati svoju subraću. Kaštel je također služio kao sklonište od neprijatelja. Osobito se pokazalo prilikom pada Bosne pod osmansku vlast. U ovu su se građevinu sklanjali franjevci od osmanskih osvajača.
Stari grad Kaštela su tri veće spilje smještene duboko u stjenovitom dijelu Zahora. Otvori spilja većeg su opsega, pa u jedan otvor može stati od 40 do 50 ljudi.
Danas je ruševina. Zidovi su sačuvan. Izgled zgrade je raspoznatljiv. Kuriozitet je da usprkos izloženosti kiši i suncu i danas još uvijek postoji jedna drvena greda koja viri iz zida. I danas stoje dvije zidane kule. U narodu su zvane Bijeli grad i Crni grad.
Iznad ovog kompleksa stijena izvire bogati izvor. U narodu se ta izvorska voda naziva "voda fra Anđela Zvizdovića". Cijelo ovo mjesto naziva se Kaštele. Za ovo mjesto je zapisano da se poslije pada Bosne u ovu utvrdu sklonio fra Anđeo Zvizdović sa svojom braćom franjevcima. Vrlo je vjerojatno da su se s njima ovdje sklonili i fratri iz Kreševa i Kraljeve Sutjeske.
Oko Kaštela danas su muslimanska sela. Narodno vjerovanje je da u jednoj od kula postoje željezna vrata na ulazu u neku podzemnu prostoriju s blagom. Kod muslimana živi legenda da se u Kaštele ne smije dirati, jer bi inače na selo stigla velika kazna.
U općini Kiseljaku danas rade na proglašenju starog grada Kaštela nacionalnim spomenikom. 
Kaštel je na obroncima Zahora, na tromeđi općina Busovače, Kiseljaka i Fojnice, iznad mjesta Milodraža, na nadmorskoj visini od 1158 m, po čemu je uz Kozograd, na najvećoj nadmorskoj visini od svih starih gradova u Bosni. Mnogi su vjerovali da Kaštel katastarski pripada Fonici, pa je inicijativu o uvrštavanju ovog lokaliteta na popis nacionalnih spomenika pokrenuo je tijekom svojega mandata fra Nikica Vujica, bivši gvardijan Franjevačkoga samostana u Fojnici. Ispostavilo se da Kaštel pripada Kiseljaku, pa su iz kiseljačke općine nastavili s procesom.

## Vanjske poveznice
- Portal Hrvata Bosne i Hercegovine Fojnica – Srednjovjekovna građevina Kaštela i danas odolijeva zubu vremena